# Allonne (Oise)
Pour les articles homonymes, voir Allonne.
Allonne est une commune française située dans le département de l'Oise, en région Hauts-de-France.

## Géographie

### Description
Allonne est une commune de la banlieue de Beauvais jouxtant au sud-est la ville préfecture de l'Oise.
Deux hameaux font partie d'Allonne : Villers-sur-Thère et Bongenoult.

### Communes limitrophes
| Beauvais             |               | Therdonne |
| Saint-Martin-le-Nœud | Allonne       | Warluis   |
| Frocourt             | Saint-Sulpice |           |

### Hydrographie

#### Réseau hydrographique
La commune est située dans le bassin Seine-Normandie. Elle est drainée par le Thérain, le Fossé d'Orgueil et le ru de Berneuil,.
Le Thérain, d'une longueur de 94 km, prend sa source dans la commune de Gaillefontaine et se jette  dans l'Oise à Saint-Leu-d'Esserent, après avoir traversé 43 communes. Les caractéristiques hydrologiques du Thérain sont données par la station hydrologique située sur la commune de Beauvais. Le débit moyen mensuel est de 5,45 m3/s. Le débit moyen journalier maximum est de 37 m3/s, atteint lors de la crue du 22 mars 2001. Le débit instantané maximal est quant à lui de 39,8 m3/s, atteint le 25 mars 2001.
Le Fossé d'Orgueil, d'une longueur de 12 km, prend sa source dans la commune de Saint-Sulpice et se jette  dans le Thérain à Therdonne, après avoir traversé cinq communes.
Le ru de Berneuil, d'une longueur de 12 km, prend sa source dans la commune de Berneuil-en-Bray et se jette  dans le Thérain sur la commune, après avoir traversé trois communes.

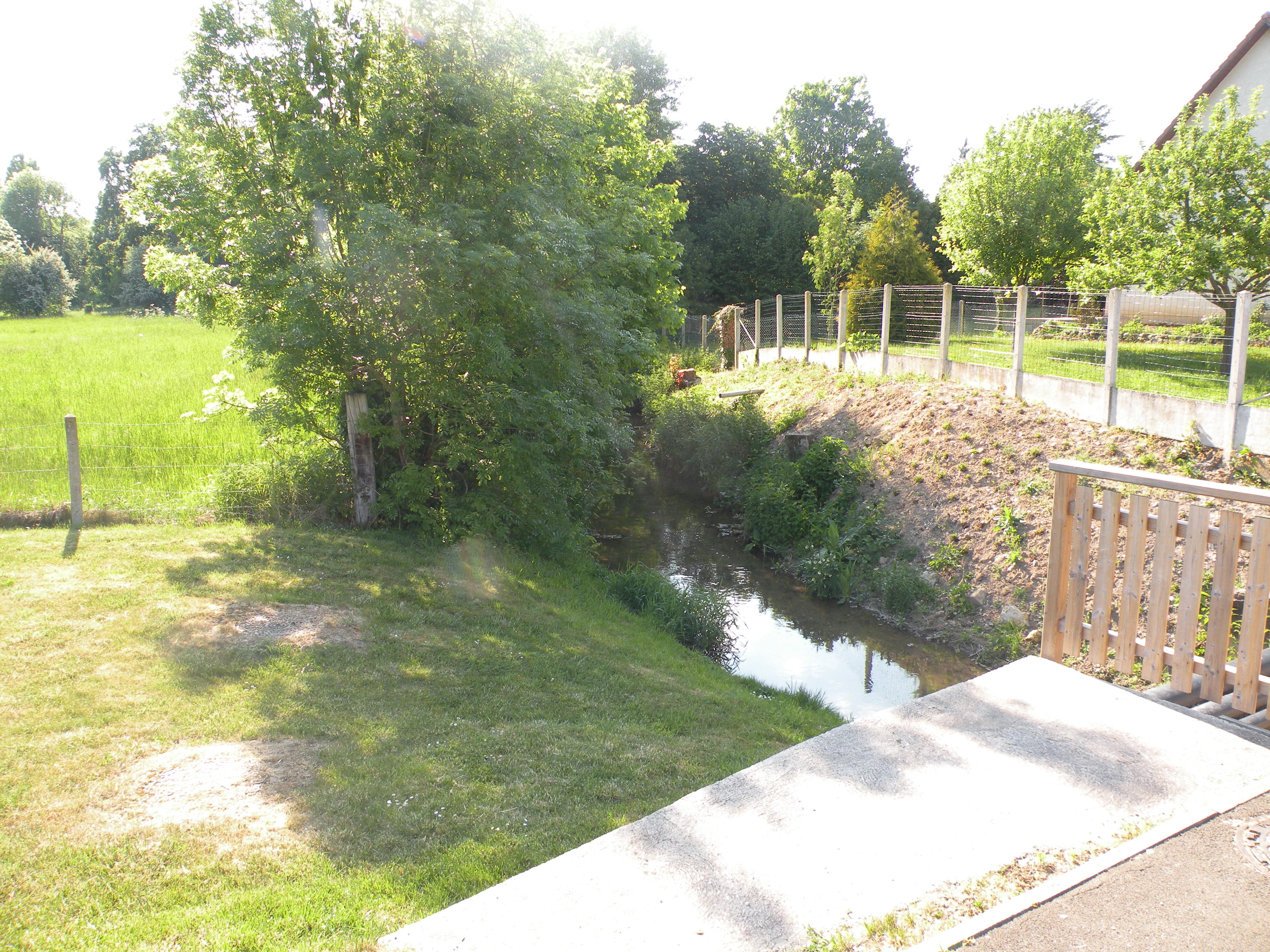
Le ru de Berneuil.
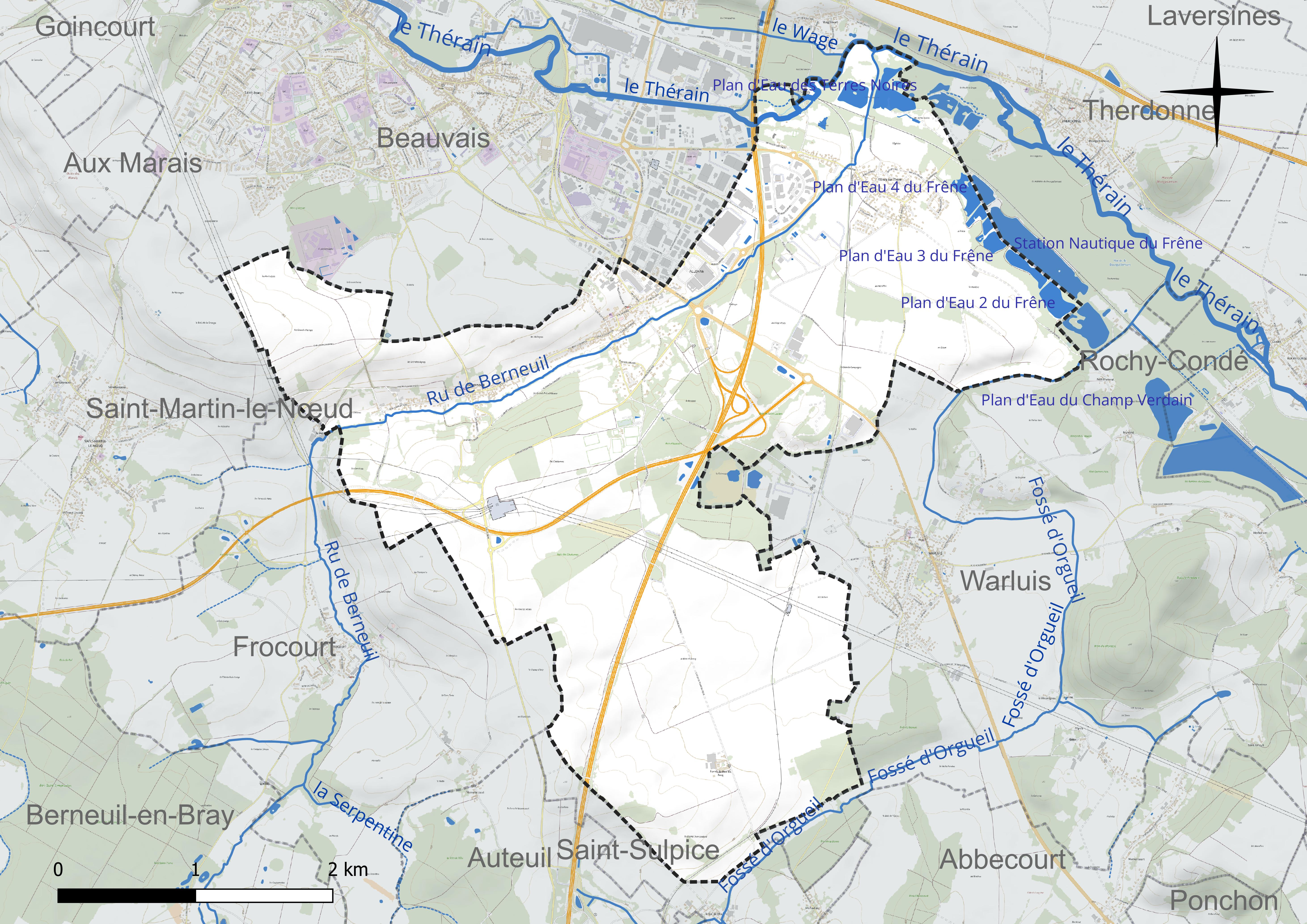
Réseau hydrographique d'Allonne.

Cinq plans d'eau complètent le réseau hydrographique : le plan d'eau 2 du Frêne (3,6 ha), le plan d'eau 3 du Frêne (1,5 ha), le plan d'eau 4 du Frêne (4,4 ha), le plan d'eau des Prés du Jonc (3 ha) et le plan d'eau des Terres Noires (4,7 ha),.

#### Gestion et qualité des eaux
Le territoire communal est couvert par le schéma d'aménagement et de gestion des eaux (SAGE) « Sensée ». Ce document de planification concerne un territoire de 1 219 km2 de superficie, délimité par le bassin versant du Thérain. Le périmètre a été arrêté le 27 janvier 2023 et le SAGE proprement dit est, en 2024, en cours d'élaboration. La structure porteuse de l'élaboration et de la mise en œuvre est le syndicat intercommunal de la Vallée du Thérain (SIVT).
La qualité des cours d'eau peut être consultée sur un site dédié géré par les agences de l'eau et l'Agence française pour la biodiversité.

### Climat
Pour des articles plus généraux, voir Climat des Hauts-de-France et Climat de l'Oise.
En 2010, le climat de la commune est de type climat océanique dégradé des plaines du Centre et du Nord, selon une étude du CNRS s'appuyant sur une série de données couvrant la période 1971-2000. En 2020, Météo-France publie une typologie des climats de la France métropolitaine dans laquelle la commune est exposée à un climat océanique et est dans une zone de transition entre les régions climatiques « Sud-ouest du bassin Parisien » et « Nord-est du bassin Parisien ».
Pour la période 1971-2000, la température annuelle moyenne est de 10,5 °C, avec une amplitude thermique annuelle de 14,4 °C. Le cumul annuel moyen de précipitations est de 693 mm, avec 10,8 jours de précipitations en janvier et 8 jours en juillet. Pour la période 1991-2020, la température moyenne annuelle observée sur la station météorologique la plus proche, située sur la commune de Tillé à 7 km à vol d'oiseau, est de 11,0 °C et le cumul annuel moyen de précipitations est de 655,5 mm,. Pour l'avenir, les paramètres climatiques de la commune estimés pour 2050 selon différents scénarios d'émission de gaz à effet de serre sont consultables sur un site dédié publié par Météo-France en novembre 2022.

## Urbanisme

### Typologie
Au 1er janvier 2024, Allonne est catégorisée bourg rural, selon la nouvelle grille communale de densité à sept niveaux définie par l'Insee en 2022.
Elle appartient à l'unité urbaine de Beauvais, une agglomération intra-départementale regroupant quatre  communes, dont elle est une commune de la banlieue,,. Par ailleurs la commune fait partie de l'aire d'attraction de Beauvais, dont elle est une commune de la couronne,. Cette aire, qui regroupe 162 communes, est catégorisée dans les aires de 50 000 à moins de 200 000 habitants,.

### Occupation des sols
L'occupation des sols de la commune, telle qu'elle ressort de la base de données européenne d'occupation biophysique des sols Corine Land Cover (CLC), est marquée par l'importance des territoires agricoles (72 % en 2018), en diminution par rapport à 1990 (81,2 %). La répartition détaillée en 2018 est la suivante : terres arables (64,7 %), zones industrielles ou commerciales et réseaux de communication (10 %), forêts (8,6 %), zones urbanisées (6,8 %), zones agricoles hétérogènes (6 %), eaux continentales (2,7 %), prairies (1,3 %). L'évolution de l'occupation des sols de la commune et de ses infrastructures peut être observée sur les différentes représentations cartographiques du territoire : la carte de Cassini (XVIIIe siècle), la carte d'état-major (1820-1866) et les cartes ou photos aériennes de l'IGN pour la période actuelle (1950 à aujourd'hui).

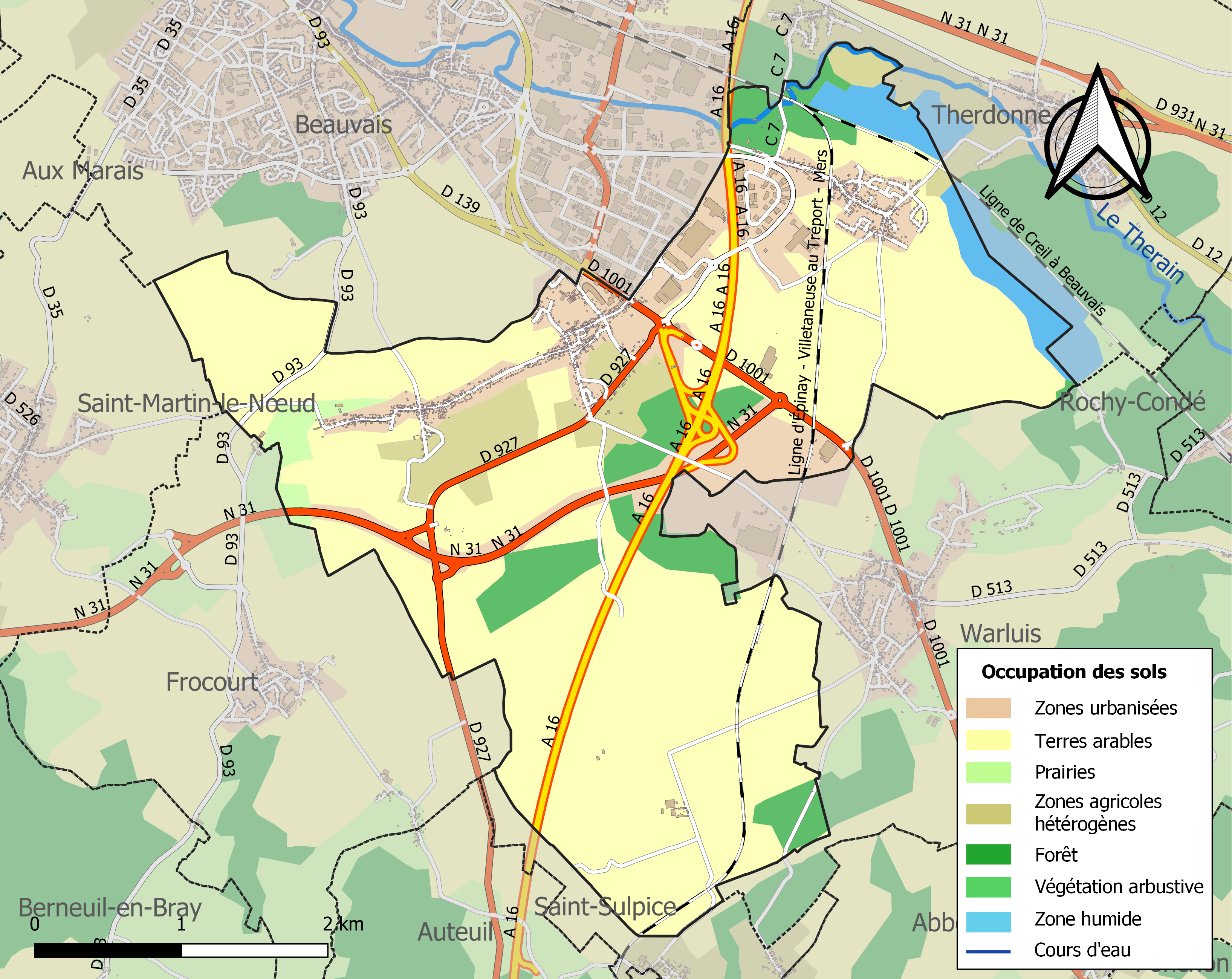
Carte des infrastructures et de l'occupation des sols de la commune en 2018 (CLC).

### Voies de communication et transports

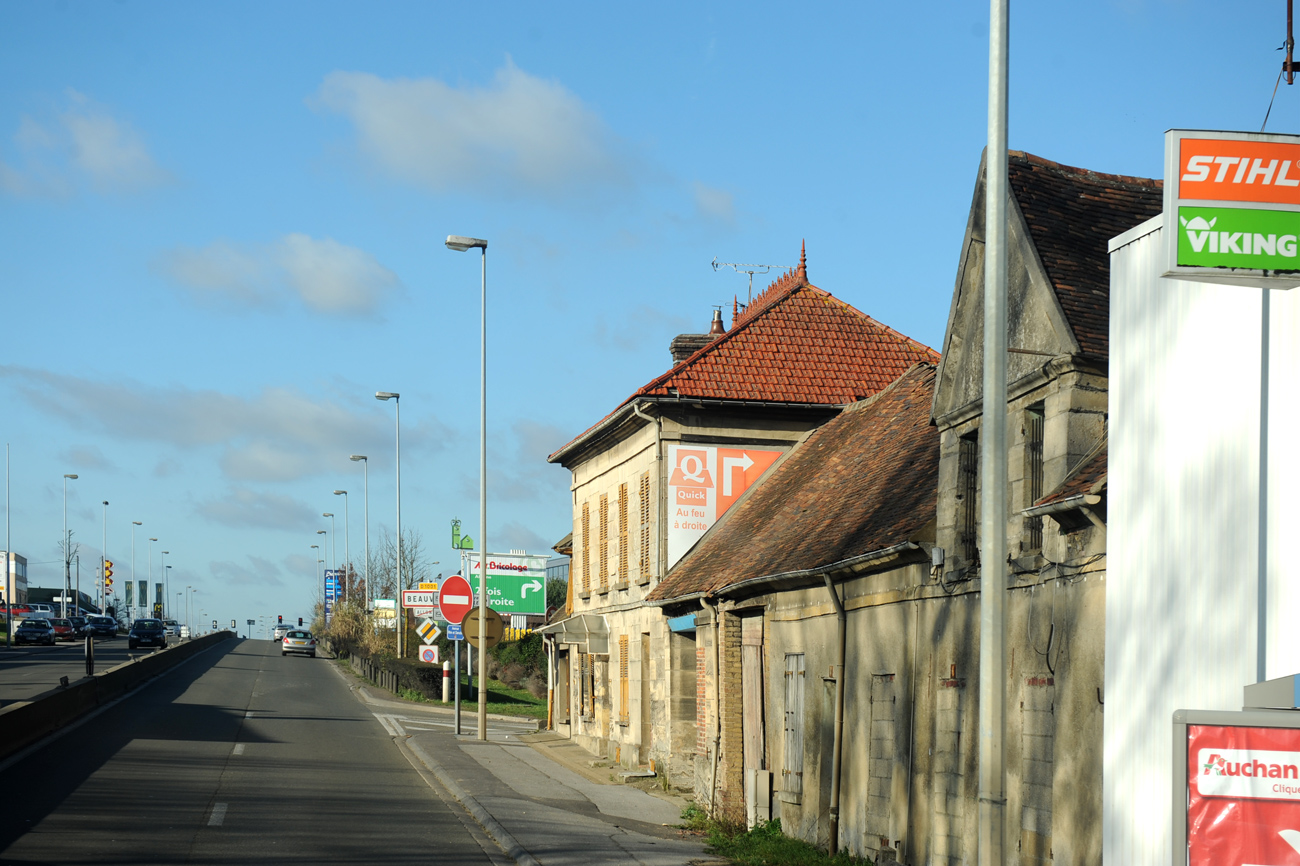
La route nationale 1 en 2012.

La RN 31, les ex-RN1 (actuelle RD 1001) et RN 328 (actuelle RD 928) donnent un accès aisé à la commune, ainsi que l'échangeur Beauvais-Sud de l'autoroute A16, situé sur le territoire communal.
La commune était desservie jusqu'en 2014 par la gare de Villers-sur-Thère où circulaient des trains TER Picardie reliant les gares de Paris-Nord et de Beauvais. En 2009, la fréquentation de la gare était de quinze voyageurs par jour.
Elle bénéficie du réseau de réseau de transport en commun Corolis.

## Toponymie
Nommée Alona en 1186. Du gaulois Alauna, qui signifie « nourricière », formé par le verbe ala- « nourrir » et le suffixe d'agent -mn- ; ce mot désignait des rivières et des localités.
Alauna a pu être employé comme nom de divinité d'une source.

## Histoire
Le tsar de Russie Pierre Ier le Grand fit une étape à Allonne en 1717 lors de sa visite en France.
Le 5 octobre 1930, le dirigeable britannique R101 assurant la liaison Londres - Karachi s'écrase sur une colline de la commune, tuant 48 des 54 passagers dont un ministre britannique. La parcelle sur laquelle s'est écrasé le dirigeable est aujourd'hui marquée par une stèle. Un monument a été érigé en bordure de la nationale 1, au carrefour d'Allonne à 600 mètres du lieu de l'accident. Il fut inauguré trois ans après l'accident, en octobre 1933 par le premier ministre britannique Ramsay MacDonald et le président du Conseil Édouard Daladier.

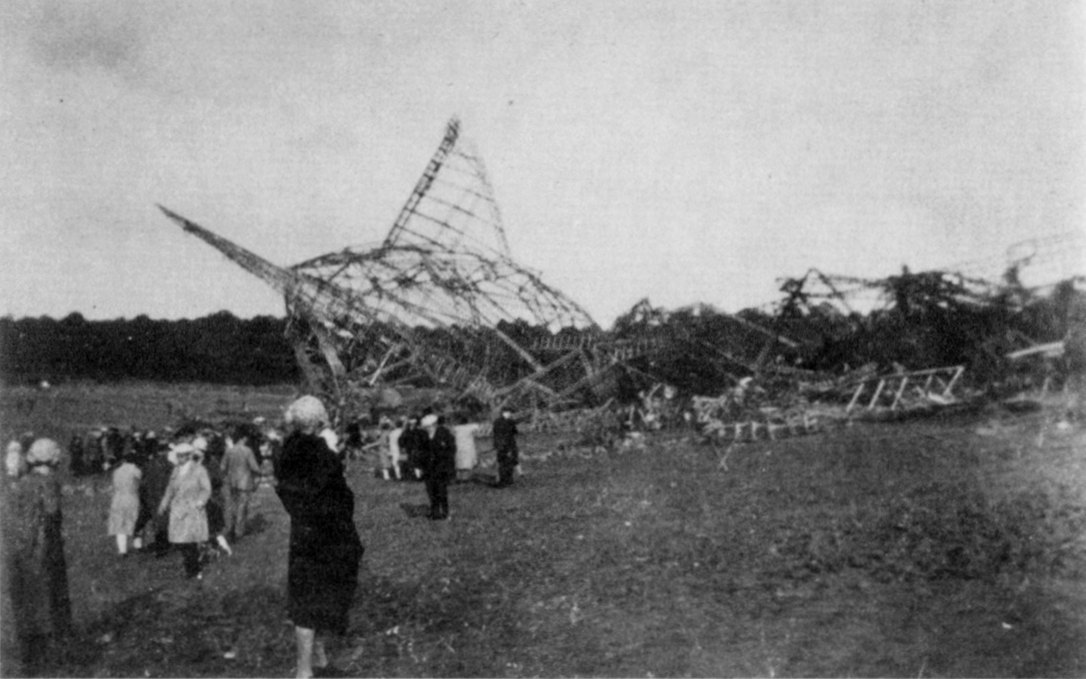
L'épave du dirigeable R101 quelques jours après l'accident.
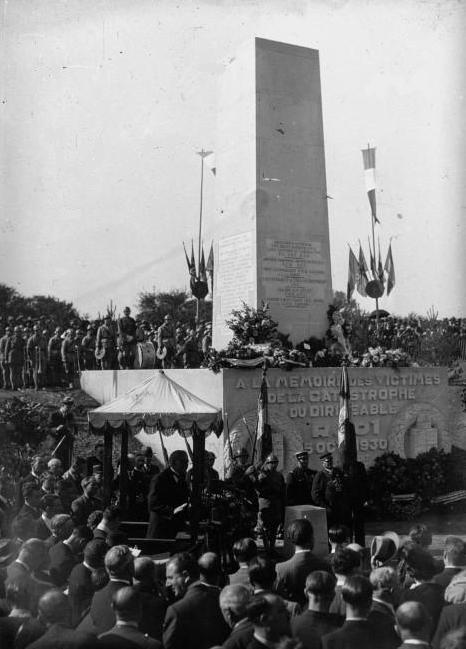
Inauguration du mémorial.

## Politique et administration

### Rattachements administratifs et électoraux
La commune de Voisinlieu a été créée en 1930 par détachement d'une partie du territoire de celui d'Allonne.
Rattachements administratifs
La commune se trouve  dans l'arrondissement de Beauvais du département de l'Oise.
Elle faisait partie depuis 1802 du canton de Beauvais-Sud-Ouest. Dans le cadre du redécoupage cantonal de 2014 en France, cette circonscription administrative territoriale a disparu, et le canton n'est plus qu'une circonscription électorale.
Rattachements électoraux
Pour les élections départementales, la commune fait partie depuis 2014 du canton de Beauvais-2.
Pour l'élection des députés, elle fait partie de la deuxième circonscription de l'Oise.

### Intercommunalité
Jusqu'en 2004, Allonne n'était membre d'aucun établissement public de coopération intercommunale (EPCI) à fiscalité propre.
La commune, sous la mandature de Christian Sadowski, a tenté sans succès d'obtenir son intégration dans la communauté de communes du Thelle Bray en 2001, alors que son adhésion à la communauté d'agglomération du Beauvaisis (CAB) était prévue par la préfecture, craignant dans ce cas  le « triplement de la taxe professionnelle payée par les entreprises allonnaises, perte progressive de la maîtrise des sols, augmentation des impôts intercommunaux pour financer les transferts de service de la ville vers les campagnes ».
La commune a néanmoins été intégrée en 2004, contre son gré, à la CAB, ce qui a permis à l'intercommunalité de bénéficier de l'importante fiscalité générée par la zone d'activité de près de 150 entreprises implantée en limite de Beauvais, que la ville ne souhaitait pas partager.
Cette adhésion permet en contrepartie à Allonne de bénéficier des services rendus par l'intercommunalité, et notamment de son réseau de transport en commun désormais dénommé Corolis, ou à ses équipements culturels tels que l'école de musique ou des beaux-arts.

### Politique locale
Lors du premier tour des élections municipales de 2020 dans l'Oise, la liste du maire sortant, Christian Sadowski (DVD) est battue d'une voix par la liste menée par Patrice Haezebrouck, avec 336 voix pour la premiere, 337 voix pour la seconde.
L'ancien maire battu ayant contesté le résultat de ces élections, celles-ci ont été annulées par le tribunal administratif d'Amiens et de nouvelles élections ont été organisées en mai 2021,, qui voient le succès de la liste menée par le maire invalidé, qui otient la majorité des suffrages et poursuit donc son mandat.

### Liste des maires
| Période                                  | Période                        | Identité            | Étiquette | Qualité                 |
| ---------------------------------------- | ------------------------------ | ------------------- | --------- | ----------------------- |
| Les données manquantes sont à compléter. |                                |                     |           |                         |
| avant 1865                               |                                | M. Dupuis           |           |                         |
| avant 1962                               |                                | Clément Verhaeghe   |           |                         |
| Les données manquantes sont à compléter. |                                |                     |           |                         |
| 1995                                     | mai 2020                       | Christian Sadowski, | DVD       | Inspecteur des domaines |
| mai 2020,                                | En cours (au 7 septembre 2020) | Patrice Haezebrouck |           |                         |

## Population et société

### Démographie

#### Évolution démographique
L'évolution du nombre d'habitants est connue à travers les recensements de la population effectués dans la commune depuis 1793. Pour les communes de moins de 10 000 habitants, une enquête de recensement portant sur toute la population est réalisée tous les cinq ans, les populations de référence des années intermédiaires étant quant à elles estimées par interpolation ou extrapolation. Pour la commune, le premier recensement exhaustif entrant dans le cadre du nouveau dispositif a été réalisé en 2008.

En 2022, la commune comptait 1 737 habitants, en évolution de +12,21 % par rapport à 2016 (Oise : +0,87 %, France hors Mayotte : +2,11 %).
| 1793  | 1800  | 1806  | 1821  | 1831  | 1836  | 1841  | 1846  | 1851  |
| ----- | ----- | ----- | ----- | ----- | ----- | ----- | ----- | ----- |
| 1 427 | 1 451 | 1 368 | 1 361 | 1 403 | 1 476 | 1 513 | 1 590 | 1 630 |

| 1856  | 1861  | 1866  | 1872  | 1876  | 1881  | 1886  | 1891  | 1896  |
| ----- | ----- | ----- | ----- | ----- | ----- | ----- | ----- | ----- |
| 1 528 | 1 575 | 1 601 | 1 602 | 1 692 | 1 899 | 2 096 | 2 303 | 2 433 |

| 1901  | 1906  | 1911  | 1921  | 1926  | 1931 | 1936 | 1946 | 1954 |
| ----- | ----- | ----- | ----- | ----- | ---- | ---- | ---- | ---- |
| 2 594 | 2 684 | 2 708 | 2 748 | 2 723 | 889  | 889  | 961  | 981  |

| 1962 | 1968 | 1975  | 1982  | 1990  | 1999  | 2006  | 2008  | 2013  |
| ---- | ---- | ----- | ----- | ----- | ----- | ----- | ----- | ----- |
| 993  | 923  | 1 013 | 1 055 | 1 199 | 1 258 | 1 442 | 1 500 | 1 563 |

| 2018  | 2022  | - | - | - | - | - | - | - |
| ----- | ----- | - | - | - | - | - | - | - |
| 1 596 | 1 737 | - | - | - | - | - | - | - |

La chute démographique observée en 1930 correspond à la création de Voisinlieu, dont la population faisait partie jusqu'alors d'Allonne.

#### Pyramide des âges
La population de la commune est relativement jeune.
En 2018, le taux de personnes d'un âge inférieur à 30 ans s'élève à 35,3 %, soit en dessous de la moyenne départementale (37,3 %). À l'inverse, le taux de personnes d'âge supérieur à 60 ans est de 24,4 % la même année, alors qu'il est de 22,8 % au niveau départemental.
En 2018, la commune comptait 767 hommes pour 829 femmes, soit un taux de 51,94 % de femmes, légèrement supérieur au taux départemental (51,11 %).
Les pyramides des âges de la commune et du département s'établissent comme suit.
| Hommes | Classe d’âge | Femmes |
| ------ | ------------ | ------ |
| 0,7    | 90 ou +      | 0,8    |
| 4,4    | 75-89 ans    | 4,5    |
| 19,6   | 60-74 ans    | 18,9   |
| 21,3   | 45-59 ans    | 21,0   |
| 19,3   | 30-44 ans    | 19,1   |
| 15,9   | 15-29 ans    | 15,8   |
| 18,9   | 0-14 ans     | 19,9   |

| Hommes | Classe d’âge | Femmes |
| ------ | ------------ | ------ |
| 0,5    | 90 ou +      | 1,4    |
| 5,5    | 75-89 ans    | 7,6    |
| 15,6   | 60-74 ans    | 16,3   |
| 20,8   | 45-59 ans    | 20     |
| 19,4   | 30-44 ans    | 19,4   |
| 17,6   | 15-29 ans    | 16,2   |
| 20,6   | 0-14 ans     | 19,1   |

### Vie associative
- AKC : Allonne Kodokan Club : association donnant des cours de judo
- ALICE au Pays de Bray : association locale qui invite à un commerce équitable : association qui promeut l'agriculture biologique en mettant en relation direct producteurs et consommateurs  (http://www.alicebray.com)
- Les godillots de Vilabon. Association de randonneurs (loi de 1901). Organise des randonnées pédestres 1 à 2 fois par mois, de 10 à 14 km selon le parcours, dans un rayon de 20 km autour d'Allonne.

## Économie
La commune accueille une importante zone d'activité commerciale et industrielle située en limite de Beauvais.
Un des principaux employeurs de la commune (61 salariés), les établissements Decamp Dubos sont placés en liquidation judiciaire le 6 novembre 2018, jugement confirmé en Appel.
Le groupe chinois BYD construit à Allonne des autobus électriques depuis 2018.

## Culture locale et patrimoine

### Lieux et monuments
Allonne compte un monument historique sur son territoire :
- Église de Notre-Dame-de-l'Annonciation (clocher classé par la liste des monuments historiques protégés en 1862, totalité de l'édifice classée par arrêté du 4 septembre 2006[45]) : c'est une église à double vaisseau. Sur les six travées que compte chacun, les quatre premières sont gothiques flamboyantes, mais celles du sud, qui constituent le collatéral, environ un quart moins élevées et moins larges que leurs homologues du nord, ont des murs extérieurs partiellement romans. Cependant, les seuls éléments romans bien caractérisés de cette partie de l'église sont l'archivolte et le tympan de l'ancien portail et un contrefort plat au sud. Ce que les parties flamboyantes offrent de remarquable est surtout le grand portail occidental avec son tympan ajouré. Les réseaux des fenêtres évoquent le déambulatoire de l'église Saint-Étienne de Beauvais. À l'intérieur, l'on note les piliers ondulés et les arcs-doubleaux de fort diamètre, et une modénature assez complexe et soignée. Le chœur liturgique actuel est établi dans l'axe du vaisseau du nord. Son style gothique renvoie aux dernières années avant l'éclosion du style rayonnant, et il ne devrait guère être antérieur à 1220. À côté, le chœur roman est également conservé. Il se compose de deux petites travées carrées, et se singularise par ses voûtes d'arêtes, qui sont délimités par trois doubleaux supportés par des colonnettes aux chapiteaux assez archaïques. La première travée sert de base au clocher, qui mesure seulement 18 m de hauteur sans le toit, et comporte un haut étage intermédiaire aveugle, et un unique étage de beffroi ajouré de deux baies géminées par face, qui sont agrémentées de colonnettes à chapiteaux. La corniche beauvaisine du clocher et la corniche au sud du chœur roman retiennent également l'attention. C'est le clocher qui est classé au titre des monuments historiques en premier lieu, par liste de 1862.

L'église Notre-Dame-de-l'Annonciation
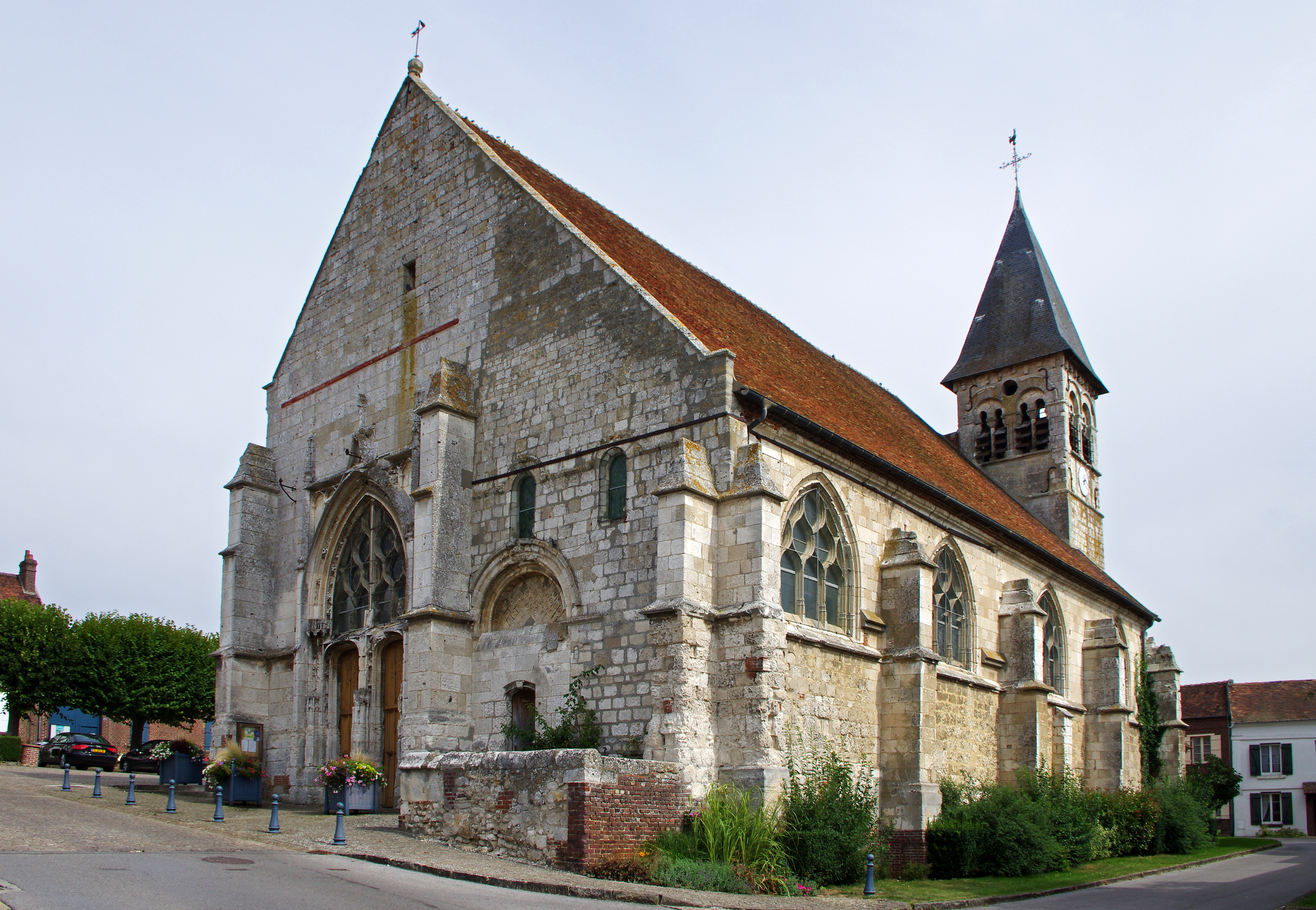
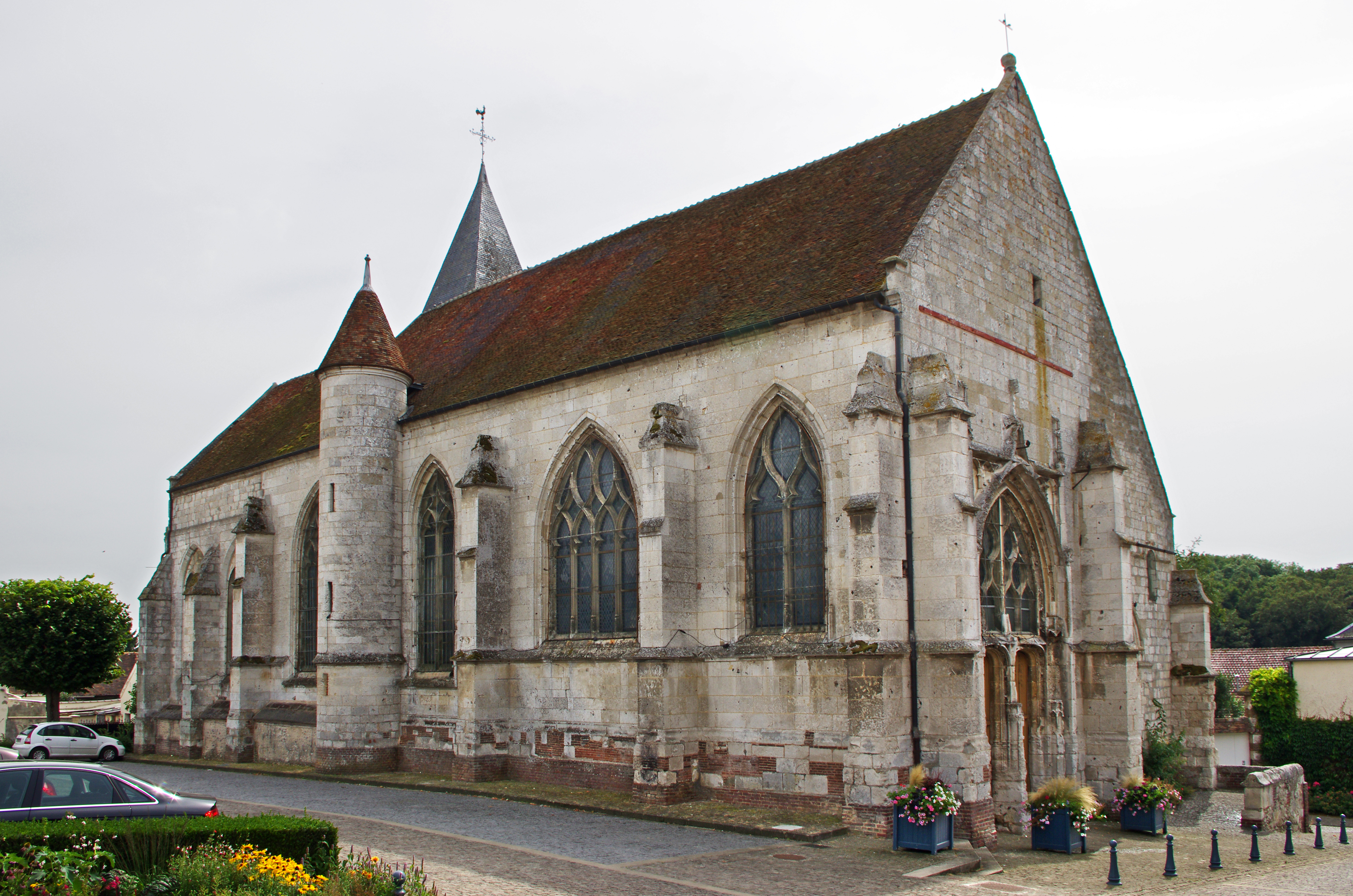
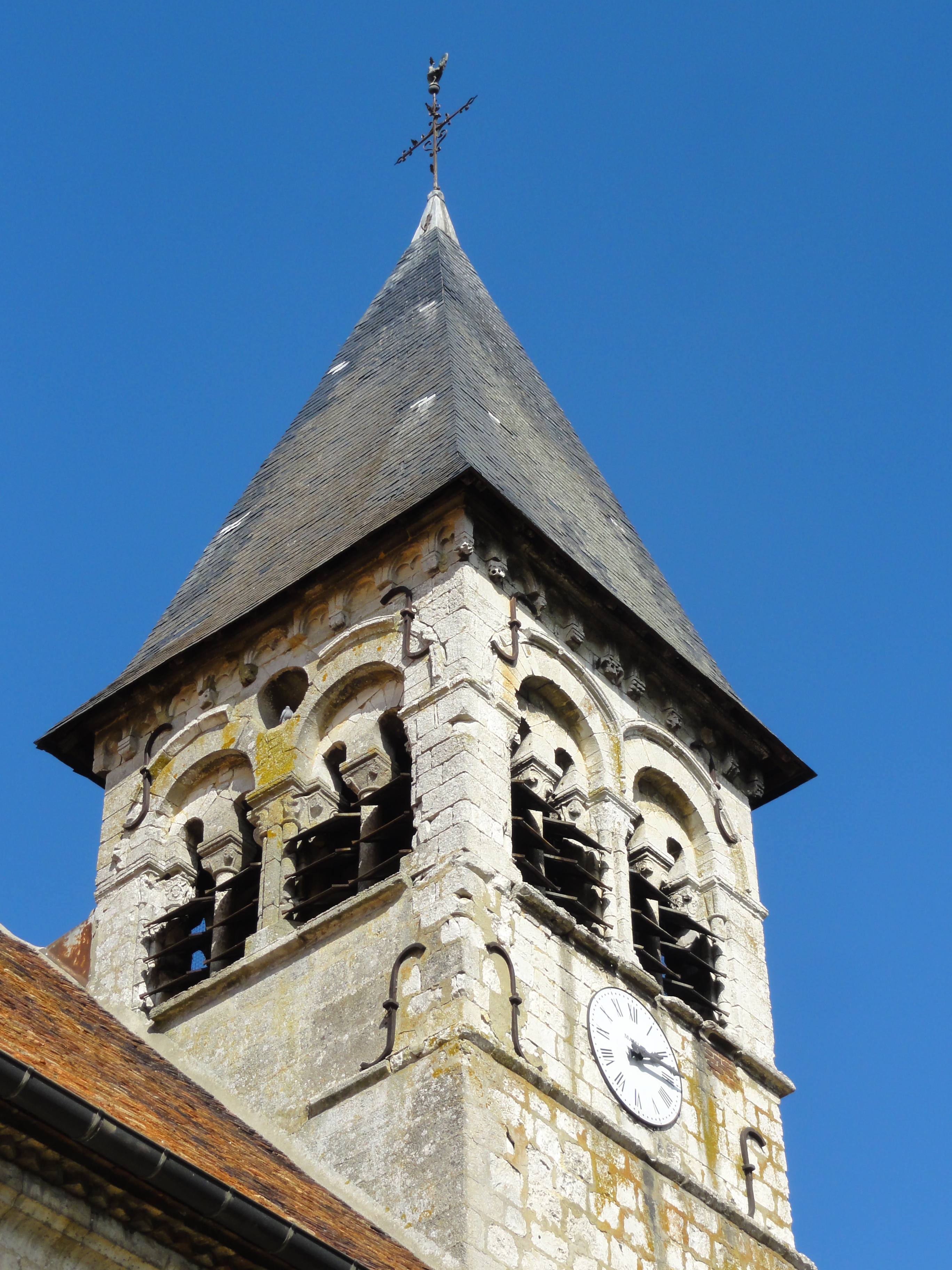
Détail du clocher.
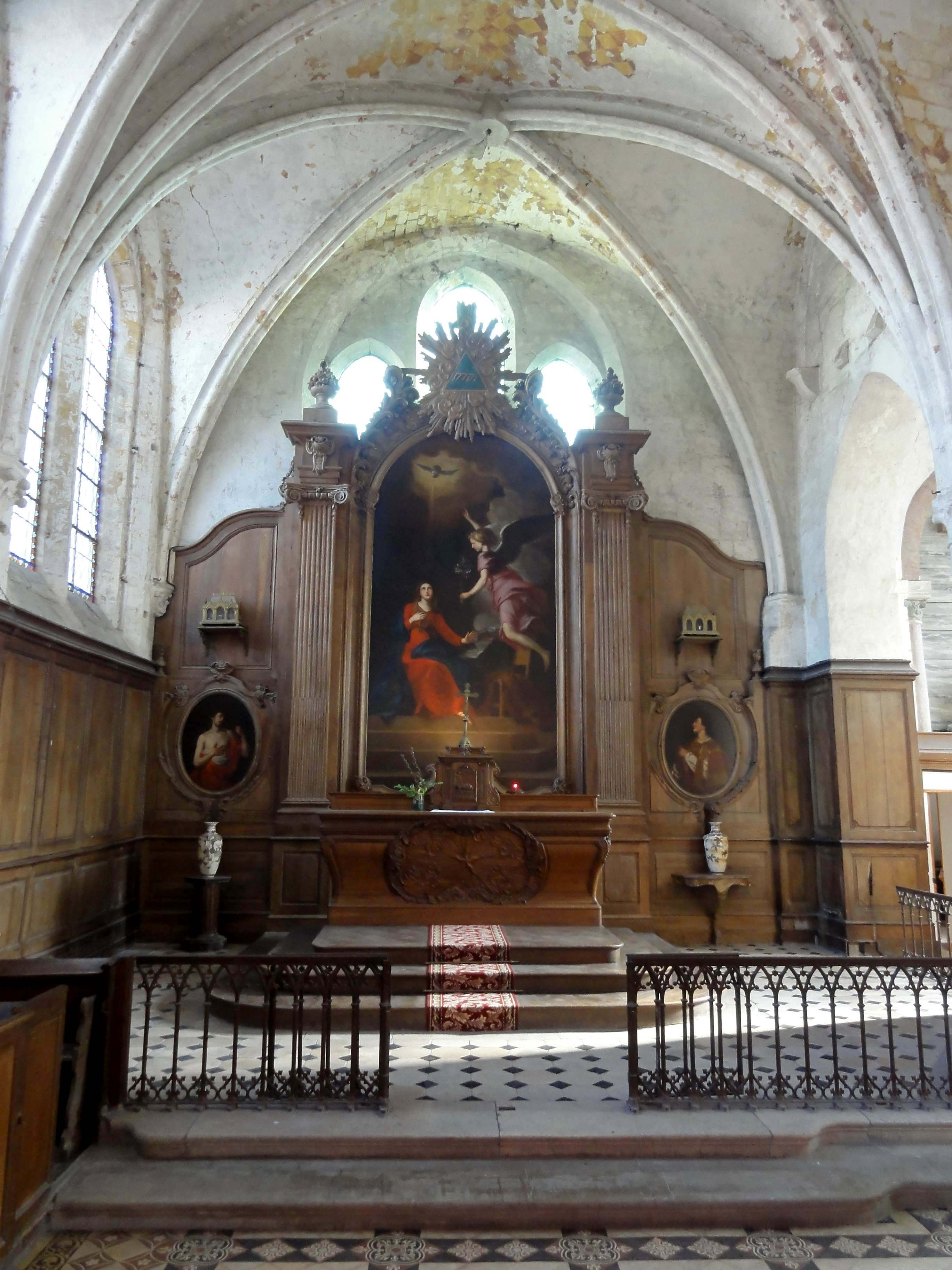
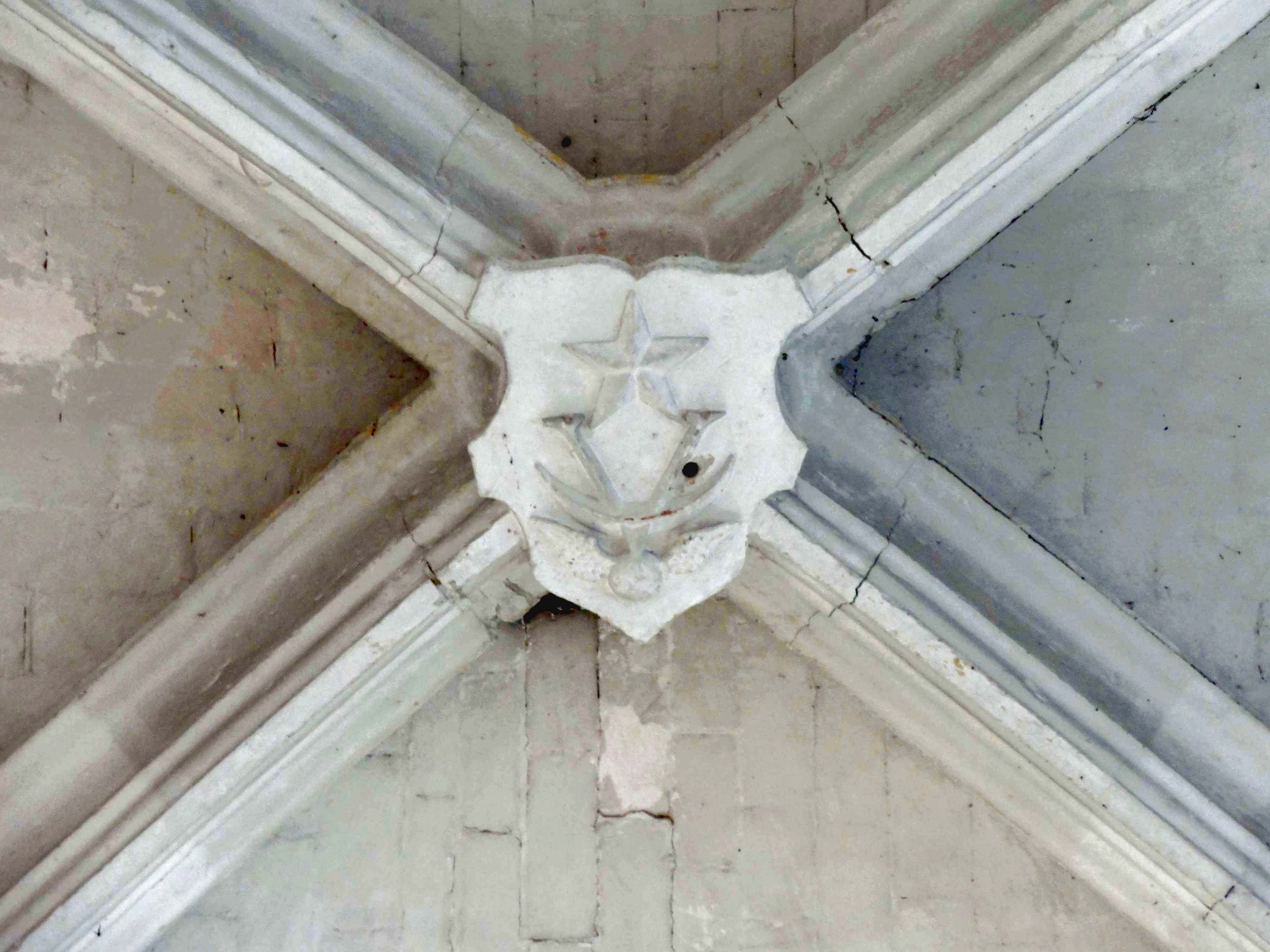
Clé de voute.

On peut également signaler :
- Briqueterie Brocard puis Dewulf créée en 1911 par Achille Brocard.
- Jardin d'agrément du château de Villers-sur-Thère.
- Usine de poterie Clerc et Taupin, puis Gustave De Bruyn, puis Gréber.

### Personnalités liées à la commune
- Pierre de Nully d'Hécourt (1764-1839), homme politique né à Allonne, maire de Beauvais, député de l'Oise pendant les Cent-Jours.